# Zsákutca (film, 2006)
A Zsákutca (eredeti cím: One Way) 2006-ban bemutatott bűnügyi dráma / pszicho-thriller, melyet Reto Salimbeni írt és rendezett, producere Til Schweiger. A film főszereplői: Til Schweiger, Michael Clarke Duncan, Lauren Lee Smith és Eric Roberts.

## Történet
|  | Alább a cselekmény részletei következnek! |

A film úgy kezdődik, hogy négy kamasz egy erdőben üldöz, majd megerőszakol egy fiatal lányt, Angelinát, de hirtelen megjelenik egy néger tábornok, aki géppisztollyal egyenként lemészárolja őket.
Eddie Schneider (Til Schweiger) egy New York-i reklámügynökség karizmatikus és sikeres kreatív igazgatója, remek kommunikációs és improvizációs képességekkel. Eddie arra készül, hogy feleségül vegye főnöke lányát, Judy Birk-öt (Stephanie von Pfetten). Főnöke azzal a feltétellel engedélyezi a házasságot, ha megnyeri az egyik légitársaság szerződését. Másnap reggel Eddie a fontos prezentáció előtt még beugrik szeretőjéhez, ezért forgalmi dugóba kerül és elkésik, de remekül rögtönözve megnyeri a szerződést cége számára. Aznap este mindenki később indul haza, Eddie elhajt, míg Angelina (Lauren Lee Smith), Eddie barátja és kollégája az irodában felejtette kocsikulcsát, ezért visszamegy értük. Az irodában már csak Judy öccse, Anthony (Sebastien Roberts) van, aki rátámad és megerőszakolja őt. Másnap reggel Eddie a garázsban, az autója mellett talál rá az összetört Angelinára, aki elmondja, hogy mi történt, és arra kéri vigye orvoshoz. Itt az derül ki, hogy Eddie a kórház egyik orvosával viszonyt folytatott négy évvel azelőtt. Eddie számon kéri Anthony-n, hogy mit tett Angelinával, erre Anthony megzsarolja őt, hogy megmutatja Judy-nak a róla és más nőkről készült képeket. Ezért Eddie-nek két választása van: vagy Angelina mellett tanúskodik és fény derül félrelépéseire, vagy Anthony mellett, és megőrizheti Judy-t és állását a cégnél.
Eközben Angelina egy apácához költözik, majd feljelentést tesz. Anthony a család ügyvédjének és Eddie vallomásának köszönhetően megússza a börtönt, mivel Eddie azt vallja, hogy a lány is hazament. Kiderül, hogy annak idején Angelina volt az, aki ellen erőszakot követtek el, de a tetteseket nem ítélték el és nem volt a helyszínen lövöldözés. A lányt elítélték hamis tanúzásért és két évig pszichológiai megfigyelés alatt tartották egy intézetben.
Amikor Anthony-t ártatlannak nyilvánítják, Angelina megpróbál öngyilkos lenni. Az utolsó pillanatban megjelenik a néger tábornok és arra kéri, hogy ne tegye, mert nem ő a hibás.
Eddie amikor szeretőjéhez megy, Judynak azt hazudja, hogy futni megy, Judy gyanakodni kezd és ő is eljár futni. Egy nap, amikor Eddie közli, hogy elmegy futni, Judy a kapuban várja, majd miután lefutottak egy jókora távot és Eddie kimerül, Judy szembesíti vele, hogy tud róla, nem futni járt, hanem a szeretőjéhez, ezért szakít vele.
Judy apja két hónap múlva kirúgja Eddie-t a cégtől, bár a pénzes megbízásokat nagyrészt az ő munkája hozta.
Eközben Angelina bosszút forral Anthony ellen. Eddie új állást talál egy hasonló kaliberű reklámcégnél. Angelina drogot és fegyvert vásárol az utcán. Egy szórakozóhelyen Eddie és Anthony összeverekednek, majd miután Eddie-t kidobják a klubból, részegen Judy-hoz megy, aki megengedi neki, hogy a kanapén aludjon és elveszi tőle a kocsikulcsait. Eközben Angelina szőke parókában elmegy a klubba és drogot tesz Anthony sörébe, később odalép hozzá és elcsalja autókázni. Kezeit a kormányhoz bilincseli, leleplezi magát, mire Anthony előbb agresszívan reagál, majd pénzt ígér neki, ha elengedi. Angelina azonban azt akarja, hogy Anthony is hasonlóképpen szenvedjen, mint ő, ezért egy szexuális segédeszközt csatol fel magának, és hátulról análisan közösül a férfival, végül elveszti a fejét, és lelövi.
Másnap Eddie Judy esti kérésére korán távozik a lány lakásáról. A rendőrség kihallgatja Angelinát, akinek az apáca biztosít alibit. Eddie éppen az új cégénél tart prezentációt, amikor megjelenik a rendőrség, a többiek azt hiszik, hogy ez is az előadás része. Eddie hirtelen a család és barátai támogatása nélkül a börtönben találja magát, Anthony meggyilkolásának vádjával, mivel Anthony teste tele van az ő ujjlenyomataival, és tudják, hogy aznap este verekedtek. A férfit húsz év börtönre is ítélhetik, mivel nem vállalja a gyilkosságot.
Kérésére Angelina meglátogatja őt a börtönben és elmondja neki, hogy ő ölte meg Anthony-t, de nem fogja magára vállalni a gyilkosságot, mert normális életet akar, a börtönben pedig idegileg összeroppanna, és megölné magát.
A tárgyaláson Eddie nem tanúskodik Angelina ellen, ezért úgy tűnik, hogy egész életét a börtön falai között kell töltenie. Azt sem hajlandó bevallani, hogy Anthony zsarolta őt. Erre végül fény derül, ezért a bíróság szemében szava hiteltelen lesz. Végül Judy vallomásának hatására szabadon engedik, mert elmondja, hogy Eddie aznap éjszaka ott aludt nála a kanapén. A gyilkos személyére nem derül fény a bíróság számára. Kiderül, hogy Anthony saját húgát, Judy-t és más nőket is megerőszakolt, de a család mindig mellé állt. Angelina elutazik a városból, Eddie és Judy barátságosan elválnak.
|  | Itt a vége a cselekmény részletezésének! |

## Szereplők
| Szereplő | Eredeti hang          | Magyar hang      | Magyar hang      |
| Szereplő | Eredeti hang          | 2007             | 2010             |
| --- | --------------------- | ---------------- | ---------------- |
| Eddie Schneider | Til Schweiger         | Viczián Ottó     | Damu Roland      |
| Angelina Sable | Lauren Lee Smith      | Solecki Janka    | Huszárik Kata    |
| Judy Birk | Stefanie von Pfetten  | Ősi Ildikó       | Szitás Barbara   |
| Anthony Birk | Sebastien Roberts     | Csőre Gábor      | Dózsa Zoltán     |
| Tábornok | Michael Clarke Duncan | Bolla Róbert     | Szinovál Gyula   |
| Russel Birk | Art Hindle            | Szersén Gyula    | Szokolay Ottó    |
| Linda Birk | Sonja Smits           | Molnár Zsuzsa    | Andai Kati       |
| Nick Swell | Eric Roberts          | Selmeczi Roland  | Sörös Sándor     |
| Anderson | Kenneth Welsh         | Cs. Németh Lajos | Albert Péter     |
| Steve Dwight | Ned Bellamy           | Rudas István     | Bolla Róbert     |
| Pap | Mark Clifton          | Bartók László    | Seder Gábor      |
| Dr. Eveline Sage | Sandra Hess           | Kerekes Andrea   | Makay Andrea     |
| Bert Zikinsky | Daniel Kash           | Balázsi Gyula    | Bácskai János    |
| Paula York | Elisa Moolecherry     | Böhm Anita       | Hirling Judit    |
| Edgar Rasky | Allan Royal           | Melis Gábor      | Borbiczki Ferenc |
| További magyar hangok (2007) |                       |                  |                  |
| Agócs Judit, Béli Titanilla, Bessenyei Emma, Bordás János, Csondor Kata, Gerhát Barbara, Gubányi György, Janicsek Péter, Kisfalusi Lehel, Menszátor Magdolna, Molnár Levente, Nádorfi Krisztina, Némedi Mari, Pál Tamás, Szabó Éva, Szokolay Ottó, Téglás Judit, Tokaji Csaba |                       |                  |                  |

## Filmzene
1. Xavier Naidoo – One Way – 3:29
2. Keane – Try Again – 4:27
3. Sébastien Tellier – La Ritournelle – 7:37
4. Angels & Airwaves – The Adventure – 5:09
5. Dirk Reichardt & Mirko Schaffer – Sigur It – 2:16
6. 13&God – Soft Atlas – 3:51
7. Dirk Reichardt & Stefan Hansen – Vicky – 0:48
8. Dirk Reichardt & Stefan Hansen – Angelina – 1:36
9. Dirk Reichardt & Stefan Hansen – Asylum – 1:54
10. Dirk Reichardt & Stefan Hansen – Split up – 1:00
11. Placebo – Song to Say Goodbye – 3:34
12. Sunrise Avenue – Fairytale Gone Bad – 3:32
13. Northern Lite – I Don't Remember – 4:20
14. Dirk Reichardt & Stefan Hansen – Suicide – 2:18
15. Dirk Reichardt & Stefan Hansen – Wanna Party? – 1:41
16. Dirk Reichardt & Stefan Hansen – Waiting for a Friend – 0:40
17. Dirk Reichardt & Stefan Hansen – Angelina & Eddie – 1:11
18. Dirk Reichardt & Stefan Hansen – Sexaddicted Man & 100% Fucked – 2:56
19. Dirk Reichardt & Stefan Hansen – No More Goodbye – 1:19
20. Dirk Reichardt & Mirko Schaffer – Club It – 1:38
21. Digger – Church of Ra – 4:11
22. Perasma – Swing 2 Harmony – 10:37